# Jean Massieu
Jean Massieu, né le 2 septembre 1772 à Semens en France et mort le 23 juillet 1846 à Lille en France, est sourd, enseignant à l'Institut national des jeunes sourds puis directeur des écoles de sourds à Rodez et à Lille.

## Biographie
Jean Massieu est né sourd le 2 septembre 1772 à Semens, en Gironde. Son père est Laurent Massieu. Il est en cinquième place dans une fratrie de six enfants, (deux frères et trois sœurs) et les membres de sa famille sont sourds. À l'âge de treize ans, Jean entre à l'école pour les sourds à Bordeaux dont l'abbé Sicard est directeur. Jean devient l'élève favori de Sicard. Au décès de l'abbé de l'Épée, Sicard est nommé pour le remplacer au poste de directeur de l'Institut national des jeunes sourds à Paris. Sicard s'installe donc à Paris où il fait venir Jean Massieu qui obtient le poste de répétiteur à 19 ans, puis professeur. Laurent Clerc est son élève puis devient son collègue et ami. Pendant la période dite « des Cent Jours » qui suivent le retour de Napoléon de l'île d'Elbe, Sicard s'enfuit à Londres avec Laurent Clerc et Jean Massieu. 
Après la mort de l'Abbé Sicard, Jean s'installe à Rodez puis à Lille où il est appelé en 1834 par Victor Derode désireux de fonder un établissement pour sourds-muets. 
Le projet de Derode ne peut se développer, faute d'élèves. Le conseil général du Nord, appuyé par la ville de Lille, soutient alors Massieu, et l'aide à ouvrir en 1835 un institut pour sourds-muets des deux sexes sur Lille. 
Il décède le 23 juillet 1846 à Lille. Ses obsèques ont lieu à Saint-Étienne de Lille et il est enterré à Esquermes, un quartier de Lille

### Nom-signe
Le nom-signe de Jean Massieu est « tire une montre de son gousset ».

## Citation
« La reconnaissance est la mémoire du cœur »

— Jean Massieu,